# Dårrepe

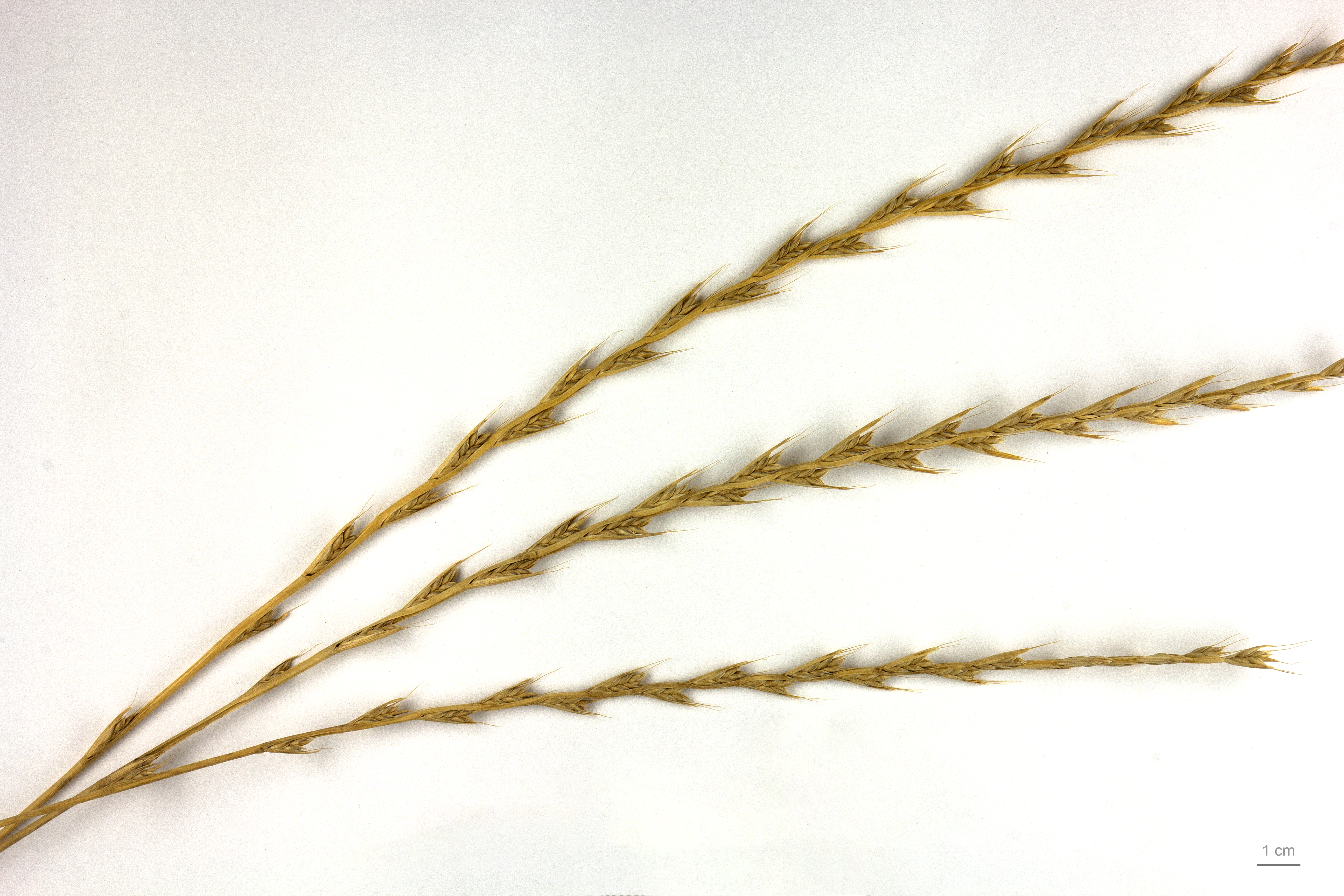
Lolium temulentum

Dårrepe (Lolium temulentum) är en växtart i familjen gräs. 

## Förekomst
Dårrepe var tidigare förekommande ogräs i korn- och havreåkrar. Det var ovanligt redan på 1800-talet och har inte observerats i Sverige sedan 1961. Växten klassas nu som nationellt utrotad.

## Giftighet
Dårrepe var känt för att orsaka besvärliga förgiftningar. Dessa förorsakades av alkaloiden temulin som produceras av en parasitsvamp bunden till dårrepet.